# Adam & the Ants
Adam and the Ants fue una banda de rock inglesa de finales de los años 1970 y comienzos de los años 1980. Aunque tuvo sus orígenes en el movimiento punk, con el correr del tiempo la banda fue orientándose más hacia el New Wave, incluyendo en su repertorio géneros como el post-punk y new romantic. 

## Biografía
Adam and the Ants compartió escenario con bandas como The Clash, The Sex Pistols, Bow Wow Wow y otros grupos Punk.
Gracias al conocimiento musical de su líder, Adam Ant -nombre artístico de Stuart Leslie Goddard- el grupo fue pasando por distintas fases y versiones de adjetivos siempre en torno al punk: punk rock, post punk, punk glam, punk pop, etc. 

### Primeros años
En 1977, Stuart Godard, quien se había encontrado en varios momentos cruciales en su vida, se autodenomina Adam Ant y forma su propia banda The Ants, integrados por el bajista Andy Warren, el guitarrista Lester Square (compañero de Ant en la escuela de arte) y el baterista Leigh Gorman. Desde ese momento, la banda hace giras, y además comienza a promocionarse. Ese año se estrenó la película Jubileee, de Derek Jarman, de la cual lanza una banda sonora. En ese mismo año graban sesiones con John Peel; pero tiene también su primer cambio de alineación, poco antes del primer concierto, Lester Square sale para terminar sus estudios en la escuela de arte y, poco después, forma su propia banda, The Monochrome Set, siendo reemplazado por Mark Ryan, con quien el grupo realizó sus primeros conciertos y grabó sus primeras canciones, entre ellas "Plastic Surgery", que saldría en Jubilee. En 1978, la banda lanza su primer sencillo Young Parisians; pero también la banda.
Su disco debut, Dirk Wears White Sox, apareció en 1979. Su frío recibimiento llevó a Adam Ant a pensar en un cambio de imagen que le diera mayor relevancia a sus creaciones. Contrató, entonces, a Malcolm McLaren, mánager de The Sex Pistols, quien, si bien les entregó una estética dandi, con vestuario de piratas y maquillajes pop, se llevó al resto de la banda para complementar a Bow Wow Wow, a quienes también manejaba, dejando a Adam solo.

### Fama
Rápidamente, éste reclutó otros integrantes, en especial a Marco Pirroni (ex Siouxsie And The Banshees, The Models y Rema-Rema), coautor de muchas canciones que fueron éxitos en los discos por venir, conformando un nuevo grupo con mayor cercanía al pop, pero sin alejarse del idealismo y de la "canción protesta" que caracteriza a este movimiento. Así, en 1980, con Kings of the Wild Frontier, alcanzaron un notorio éxito en el Reino Unido, solventado, a la vez, con Prince Charming, disco de 1981, que los llevó a la cima en las listas musicales y en sus carreras.

## Miembros
1977-1979: 
- Adam Ant (Voces)
- Lester Square (Hasta 1978, Reemplazado por
- Mark Gaumont (Guitarra)
- Andy Warren (Bajo)
- Paul Flanagan (Batería)

(Los últimos tres aceptaron la propuesta de McLaren, dejando solo a Adam).
1980-1981: 
- Adam Ant (Voces)
- Marco Pirroni (Guitarra)
- Kevin Mooney (Bajo)
- Terry Lee Miall (Batería)
- Merrick (Percusión)

1981-1982:
- Adam Ant (voces)
- Marco Pirroni (guitarra)
- Gary Tibbs (bajo)
- Terry Lee Miall (batería)
- Merrick (percusión)

## Discografía

### Álbumes
- Dirk Wears White Sox. Do It (noviembre de 1979) - UK #16
- Kings of the Wild Frontier. CBS (noviembre de 1980) - POP #44; UK #1
- Prince Charming. CBS (noviembre de 1981) - POP #94; UK #2
- Hits (recopilación). CBS (septiembre de 1986)
- The Peel Sessions (material de comienzos de 1979). Strange Fruit (febrero de 1991)
- The Very Best Of Adam And The Ants (recopilación). Columbia (mayo de 2004) - UK #33
- The Very Best Of Adam & The Ants: Stand And Deliver (recopilación). Sony (septiembre de 2006) - UK #39

### Sencillos
- "Young Parisians / Lady". Decca (octubre de 1978) - UK #9
- "Zerox / Whip In My Valise". Do It (junio de 1979) - UK #45
- "Cartrouble / Kick!". Do It (febrero de 1980) - UK #33
- "Kings of the Wild Frontier / Press Darlings". CBS (julio de 1980) - UK #2
- "Dog Eat Dog / Physical (You're So)". CBS (septiembre de 1980) - UK #4
- "Ant Music / Fall In". CBS (noviembre de 1980) - UK #2
- "Ant Music / Don't Be Square (Be There)". Columbia (enero de 1981)
- "Stand And Deliver / Beat My Guest". CBS (mayo de 1981) - UK #1
- "Prince Charming / Christian D'Or". CBS (septiembre de 1981) - UK #1
- "Ant Rap / Friends". CBS (diciembre de 1981) - UK #3
- "Deutcher Girls / Plastic Surgery". E.G. (febrero de 1982) - UK #13

### Apariciones
- "Jubilee" (banda sonora) (1982)

"Marie Antoinette: La Reina Adolescente" (banda sonora) (2006)

## Hits
- 1979- Zerox, Physical.
- 1980- Dog Eat Dog, Antmusic
- 1981- Prince Charming, Stand and Deliver, Picasso Visits the Planet of the Apes
- 1982- Goody Two Shoes, Desperate But Not Serious
- 1983- Puss 'N Boots, Strip
- 1985- Vive le Rock, Apollo 9
- 1990- Room at the Top, Rough Stuff, Can't Set Rules About Love
- 1995- Wonderful